# Stoffel Botha

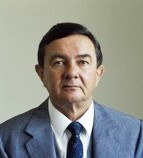
Stoffel Botha (1985)

Jan Christoffel Greyling „Stoffel“ Botha (* 29. September 1929 in Standerton; † 18. April 1998 in Howick, KwaZulu-Natal) war ein südafrikanischer Politiker, der mehrmals Minister war.

## Leben
Jan Christoffel Greyling „Stoffel“ Botha besuchte die Hoërskool Helpmekaar in Johannesburg und die Witwatersrand-Universität. Nachdem er seine Studien mit Bachelor of Arts und Bachelor of Laws (LL.B) abgeschlossen hatte, war er von 1956 bis 1971 als Rechtsanwalt in Johannesburg sowie danach als Farmer in Hluhluwe mit dem Schwerpunkt Viehhaltung und Baumwollanpflanzung tätig. Er war zudem Direktor der Landwirtschaftsgenossenschaften der Provinz Natal und wurde 1974 für die Nationalpartei NP (Nasionale Party) zum Mitglied der Volksversammlung (Volksraad van Suid-Afrika) gewählt, in der er bis 1979 den Wahlkreis Eshowe vertrat. Im Anschluss löste er 1979 Wynand Havemann als Administrator der Provinz Natal ab und bekleidete diese Funktion bis 1984, woraufhin Radclyffe Cadman seine Nachfolge antrat. 1984 wurde er Nachfolger von Owen Horwood als Vorsitzender der Nasionale Party in der Provinz Natal.
1884 bis 1985 war Stoffel Botha Minister für Bildung und Kultur im Ministerrat (President’s council) für das House of Assembly. Am 1. Juli 1985 wurde er als Innenminister (Minister van Binnelandse Sake) in das zweite Kabinett von Staatspräsident Pieter Willem Botha berufen und damit zum Nachfolger von Frederik Willem de Klerk. Er bekleidete dieses Ministeramt bis September 1989 und wurde daraufhin von Gene Louw abgelöst. Zugleich war er zwischen dem 1. Dezember 1986 und September 1989 auch Kommunikationsminister. Nach dem Amtsantritt von Staatspräsident Frederik Willem de Klerk am 15. August 1989 zog er sich aus der Politik zurück.
Botha heiratete 1955 Lucy Nicholson. Aus der Ehe gingen zwei Töchter und zwei Söhne hervor.